# أوليف موريس
أوليف إيلين موريس (بالإنجليزية: Olive Morris)‏ (26 يونيو 1952 - 12 يوليو 1979). ناشطة جامايكية بريطانية، اشتهرت بمواقفها الداعمة لحقوق المرأة، وحقوق الزنوج، خلال فترة السبعينيات في المملكة المتحدة.

## حياتها المبكرة
ولدت أوليف موريس عام 1952 في هاروود –سانت كاترين– جامايكا، وانتقلت إلى لندن بإنجلترا مع عائلتها وهي بعمر التاسعة. عاشت أغلب حياتها في جنوب لندن، وتركت المدرسة دون أن تكمل تعليمها، ولكنها تابعت دراستها لاحقاً في كلية لندن للطباعة والفنون.

## حياتها اللاحقة ونشاطها
حادثة إساءة الشرطة للدبلوماسي النيجيري كليمنت جوموك عام 1969
قامت الشرطة الإنجليزية في 15 نوفمبر 1969 بتوقيف الدبلوماسي النيجيري كليمنت جوموك أثناء وقوفه خارج متجر ديزموند هيب سيتي. أخرجته الشرطة من سيارته لاستجوابه، وعندما رفض قاموا بضربه أمام حشدٍ من الناس الذين رأوا قسوة الشرطة. ذكرت الصحفية المحلية إيمو مارتن تاجو أن موريس اقتحمت الحشد وحاولت منع الشرطة من ضرب الدبلوماسي النيجيري، وما كان من رجال الشرطة إلا أن قاموا بضربها أيضاً.
انفجر الوضع لاحقاً وبدأت الحشود في مواجهة الشرطة، وأثناء المواجهات قام رجال الشرطة بسحبها إلى متجر للتسجيلات، وكانت تصرخ «لم أفعل أي شيء»، ولكنها تعرَّضت لضربٍ وحشي، واستمرت معاملتها بهذه الطريقة في السجن فأُجبرت على خلع ثيابها وهُددت بالاغتصاب. وصف شقيق أوليف باسيل موريس إصاباتها لاحقاً فقال: «لقد تعذر علينا التعرف على وجهها بسبب الضرب الشديد الذي تعرضت له»، وبعد أن قبض عليها غُرمت 10 جنيهات استرلينية، وحُكم عليها بالسجن مع وقف التنفيذ، وكانت التهم الموجهة إليها هي: الاعتداء على الشرطة وسلوكها المهدد للأمن العام وحيازتها على أسلحة خطيرة.

### حركة النمر الأسود
انضمت أوليف موريس إلى حركة النمر الأسود البريطانية في أوائل سبعينيات القرن العشرين، والتي أصبح اسمها لاحقاً (حركة العمال السود)، إلى جانب ناشطات بارزات مثل لينتون كويسي جونسون، وكلوفيس ريد، وفاروك دوندي. وفي أغسطس من العام 1972 خططت هي وصديقتها ليز أوبي لزيارة زعيم الحركة إلدريدج كليفر، والذي كان يقيم في منفاه في الجزائر، ولكنَّ السبل تقطعت بهم في المغرب ولم يتمكنوا من الوصول للجزائر.

### مجموعة بريكستون للنساء السود
أوليف موريس عضو مؤسس في مجموعة بريكستون للنساء السود.

### الدراسة في مانشستر
درست أوليف موريس في جامعة مانشستر بين أعوام 1975 – 1978،  ومع ذلك لم تتوقف عن نشاطاتها الاجتماعية حتى وهي خارج لندن، فشاركت في جمعية مانشستر التعاونية للسيدات، وجمعية العون المتبادل للنساء السود، وساهمت كذلك في إنشاء مدرسة تكميلية بالتعاون مع أولياء أمور الطلاب السود بهدف توفير تعليم أفضل لأطفالهم.

### منظمة النساء من أصل أفريقي وآسيوي
كانت موريس عضواً مؤسساً في منظمة النساء من أصل أفريقي وآسيوي  في لندن. عقدت هذه المنظمة مؤتمرها الأول في مركز أبينغ في بريكستون، وهو المركز الذي ساعدت موريس في تأسيسه مع إيلين هولنس وأعضاء آخرين في المنظمة.

## موتها
أصيبت موريس بالمرض خلال رحلة إلى إسبانيا عام 1978، وعندما عادت إلى بريطانيا تمَّ تأكيد إصابتها بلمفوما لاهودجكين، وبدأت بتلقي العلاج الكيميائي ولكن دون استجابة، وتوفيت في 12 يوليو 1979 في مستشفى القديس توماس، وكانت تبلغ من العمر حينها 27 عاماً فقط.

## الإرث والتكريم
قام مجلس مدينة لندن بتسمية أحد المباني التابعة له باسم أوليف موريس في عام 1986 تكريماً لها، وجاءت هذه الخطوة في أعقاب انتفاضة بريكستون في العام 1981، وأعمال الشغب في العام 1985، وقد اندلعت كلا الانتفاضتان بعد قتل رجال سود على أيدي الشرطة البريطانية، رغم ذلك يعتقد البعض أنَّ هذه الخطوة هي محاولة من جانب مجلس مدينة لندن لإرضاء المجتمع الأسود في المدينة، وإظهار الالتزام بالمصالحة في المستقبل، ووُضعت صورة موريس أيضاً على فئة الجنيه الاسترليني المحلي «بريكستون باوند»، وهو عملة محلية في بريكستون – لندن.
أطلقت لوبيز دي لا توري مدونة «ذكرى أوليف موريس» في عام 2007، وفي عام 2011 أطلقت جائزة أوليف موريس التذكارية لمنح الدعم المالي للشابات السود.
اختارت صحيفة «ذا فويس» البريطانية في عام 2018 واحتفالا بالذكرى المئوية لمنح المرأة الحق في التصويت أوليف موريس إلى جانب كاثلين وراساما وكوني مارك وفاني إيتون وديان أبوت وليليان بيدر ومارغريت بوسبي وماري سيكل كأكثر ثماني نساء سود ساهمن في تطوير بريطانيا، وفي سياق مشابه أيضاً اختارتها مجلة إيفينينغ ستاندرد في قائمة تضم 14 «امرأة بريطانية سوداء ملهمة عبر التاريخ»، إلى جانب:  ماري سيكل وكلوديا جونز وأديلايد هول ومارغريت بوسبي وجوان أرماترادينغ وتيسا ساندرسون ودورين لورانس وماغي أديرين بوكوك وشارون وايت ومالوري بلاكمان وديان أبوت وزادي سميث وكوني مارك.